# Château de Dunscaith

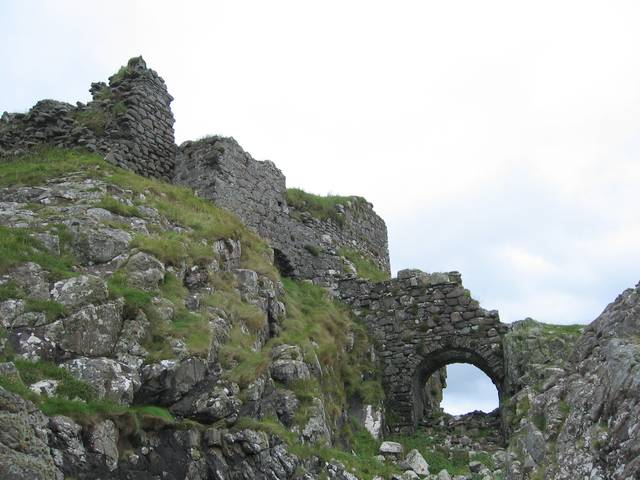
Vue d'en contrebas, le continent est à droite, le château à gauche, au centre l'arche du pont.

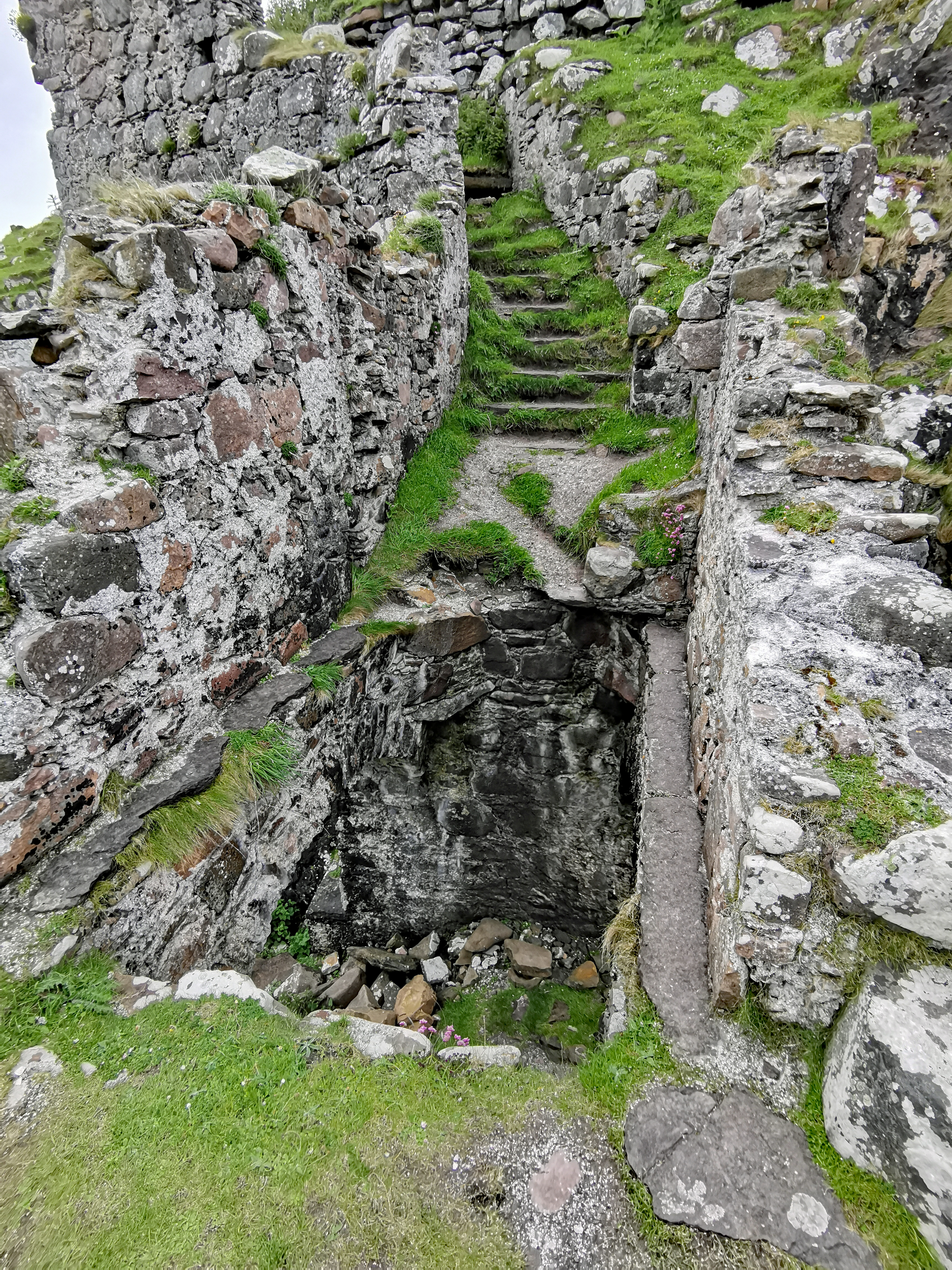
Vue du pont d'accès au château et de l'escalier.

Le château de Dunscaith, également connu sous le nom de Dun Scaich, Dun Sgathaich Castle et Tokavaig, est un château médiéval en ruine situé sur la côte de l'île de Skye, au nord-ouest de l'Écosse. Il est situé dans la péninsule de Slèite, dans la Council Area des Highlands, et dans l'ancien comté d'Inverness.
Également appelée « Forteresse des Ombres », c'est la demeure légendaire de la jeune guerrière Scáthach, qui lui a donné son nom,. Il est protégé au titre des monuments classés.

## Histoire
Le château lui-même se trouve sur un rocher au large. Le rocher s'élève à 12 mètres au-dessus du niveau de la mer et il y a un écart de 6 mètres entre le rocher et le continent. La brèche était autrefois franchie par un pont fortifié avec des arches espacées de 1,8 mètres. Le pont de pierre menait ensuite à un pont-levis dont les trous de pivotement sont encore visibles de l'autre côté. Une fois de l'autre côté du pont-levis, une porte s'ouvrait sur un escalier qui était également bordé par deux murs. L'escalier menait au château.
Des pans de la courtine du château subsistent encore en bordure de falaise, mais la plupart des bâtiments intérieurs ont disparu. Le mur de courtine avait environ 1,5 m d'épaisseur. Dans la cour se trouvent un puits et les restes d'un escalier qui menait autrefois à une tour aujourd'hui disparue.
À l'origine au XIIIe ou XIVe siècle, le château appartenait au clan MacDonald de Sleat, une branche du clan Donald ou MacDonald. Au XIVe siècle, il leur fut enlevé par le clan MacLeod et détenu brièvement par les MacAskills, alliés des MacLeod. Les MacDonald reprennent le château au cours du XVe siècle.
Au XVe siècle, le château fut capturé par le roi Jacques IV d'Écosse lorsque le chef du clan Donald, seigneur des îles, fut vaincu par le roi. Les MacDonald furent autorisés à conserver la possession du château. Ils abandonnèrent le château au début du XVIIe siècle, après quoi il tomba lentement en ruine.

## Légende
Le château est présenté dans le cycle d'Ulster de la mythologie irlandaise comme le lieu où Scáthach l'Ombre, légendaire guerrière écossaise et professeur d'arts martiaux, a formé le héros Cú Chulainn aux arts du combat. Le nom irlandais du fort, Dun Scathiag, est dérivé du sien.